# Mezősas
Mezősas es un pueblo ubicado en el distrito de Berettyóújfalu, en el condado de Hajdú-Bihar, Hungría.

## Superficie
Posee una superficie de 26,39 kilómetros cuadrados.

## Demografía
Hasta 2019 la población era de 604 habitantes, con una densidad de población de 22,89 habitantes por kilómetro cuadrado.